# Quinta del Buitre
Pour les articles homonymes, voir Quinta.
La « Quinta del Buitre » (La quinte du Vautour) est le nom donné à une génération de joueurs issus du centre de formation du Real Madrid CF, qui mène le club à une série de grands succès à la fin des années 1980. Ce surnom fait référence au surnom du joueur le plus charismatique du groupe, Emilio Butragueño, dit « el Buitre » (le Vautour). Les quatre autres joueurs sont Miguel Pardeza, Manolo Sanchís, Míchel et Rafael Martín Vázquez. 

## Histoire
Le surnom apparaît dans un article du journal El País de novembre 1983, signé Julio César Iglesias (es), dans lequel le journaliste décrit le groupe de cinq joueurs qui mène la Real Madrid Castilla, l'équipe réserve du Real, au titre de champion de Segunda División.
Sanchís et Martín Vázquez sont les premiers à débuter en équipe première, en décembre 1983, sous la direction d'Alfredo Di Stéfano. En février 1984, pour son premier match, Butragueño entre sur le terrain alors que son équipe perd 2-0 sur le terrain de Cádiz. Il marque deux buts et réalise une passe décisive qui retourne le sort du match. Míchel est finalement le dernier à intégrer l'équipe première, en septembre 1984. 
Miguel Pardeza, le seul des cinq à ne pas être madrilène de naissance, est prêté au Real Saragosse en 1985, puis y est cédé deux ans plus tard. Les quatre autres s'imposent au Real, dont ils font la meilleure équipe d'Espagne : cinq titres de champion d'Espagne consécutifs (1986-1990) et deux fois la Coupe UEFA (en 1985 et 1986). L'avènement de la Dream Team de Johan Cruijff au FC Barcelone met fin à l'aventure au début des années 1990.
Sanchís est le seul des quatre à avoir poursuivi toute sa carrière au club. Il voit arriver les « Galactiques » avec lesquels il remporte deux fois la Ligue des champions (en 1998 et 2000), avant de prendre sa retraite en 2001.
Au fil des ans, le terme Quinta del Buitre a fini par acquérir un sens plus large, étant associé à la mise en place d'un certain type de football. En effet, sous la direction des entraîneurs tels Luis Molowny, Leo Beenhakker et John Toshack, le Real Madrid de la fin des années 1980 et du début des années 1990 pratique un football direct, rapide et surtout très physique, voire agressif. L'ambiance de feu qui règne au stade Santiago Bernabéu pousse parfois les joueurs madrilènes à outrepasser les règles de conduite acceptable sur un terrain. Ainsi, entre 1986 et 1990, des adversaires de renommée comme Lothar Matthäus du Bayern Munich et Franco Baresi du Milan AC seront victimes d'un traitement très rugueux de la part des joueurs du Real quand ils viennent défendre les couleurs de leur club en Coupe d'Europe. Bien souvent, cela ne suffit pas au club madrilène pour vaincre ses adversaires, comme l'attestent les deux éliminations consécutives aux mains du Milan AC en 1988-1989 et 1989-1990.
Cette époque a souvent été comparée au passage de José Mourinho à la tête du club à partir de 2010, en raison de la similitude des approches tactiques employées. À l'inverse, elle est souvent opposée aux « Galactiques » du début des années 2000, qui pratiquaient un football fluide, offensif et plus posé sous la férule de Vicente del Bosque. Contrairement à la Quinta del Buitre, constituée autour de joueurs formés au club, les « Galactiques » sont des footballeurs (Luís Figo, Zinédine Zidane, Ronaldo) recrutés à prix d'or en provenance d'autres grands clubs européens. Entretemps, l'attitude des supporters présents au Santiago Bernabeu avait également changé, ces derniers devenant davantage spectateurs du spectacle de qualité offert par leurs héros que supporters fervents. Au cours de la saison 2002-2003, certains supporters se distinguent même avec une banderole réclamant « Moins de millions, davantage de cojones », indiquant une certaine nostalgie de la Quinta del Buitre et son attitude énergique et passionnée. Néanmoins, la majorité des socios sont ravis de la politique menée par Florentino Pérez, qui permet au Real de livrer des démonstrations contre des adversaires aussi réputés que Manchester United, balayé 3-1 en avril 2003 lors d'un quart de finale de ligue des champions.
Contrairement à leurs prédécesseurs, vainqueurs de cinq Ligas consécutives de 1986 à 1990, les « Galactiques » n'ont pas dominé le championnat espagnol, s'illustrant uniquement en 2000-2001 et 2002-2003. En revanche, ils ont connu davantage de succès en Europe, avec une victoire en ligue des champions en 2002.